# Lijst van Ierse accordeon- en trekzakspelers

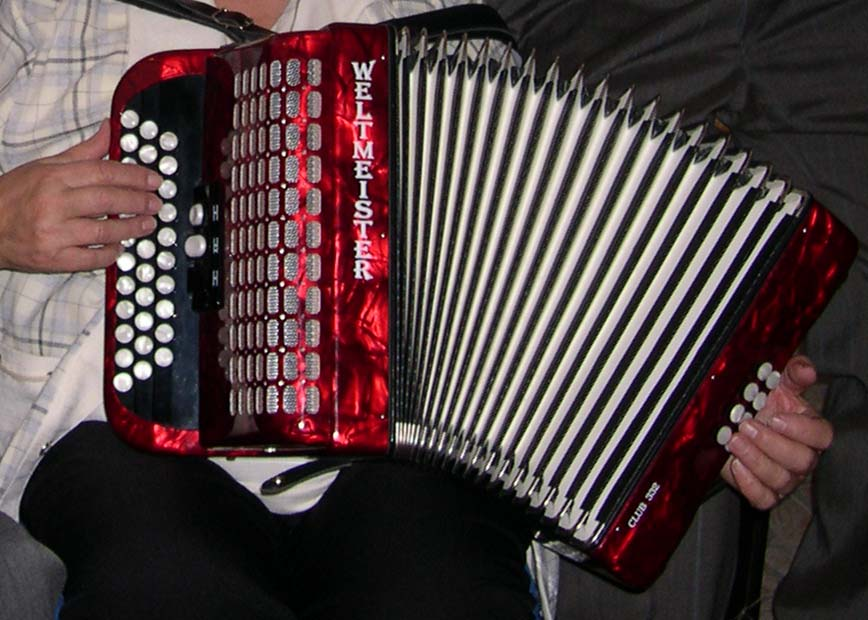
trekzak 3 rijen

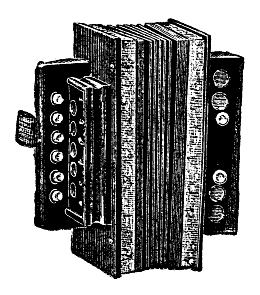
1-rijer harmonica

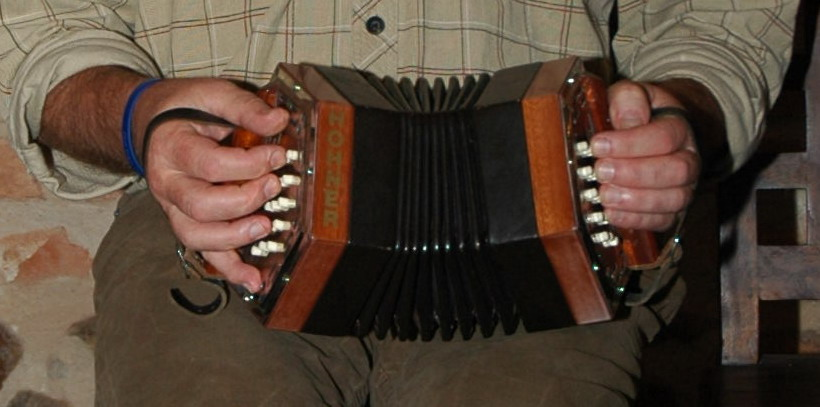
Concertina

Dit artikel geeft een overzicht van Ierse accordeon- en trekzakspelers.
De Ierse accordeon- en trekzakspelers staan wereldwijd bekend om hun spel op de trekzak, (trek)harmonica of diatonische accordeon (in Engelstalige landen zijn benamingen zoals melodeon of diatonic button-accordion gebruikelijk) en niet te vergeten de bespelers van het kleine diatonische instrument de concertina. Het zijn muziekinstrumenten die verwant zijn aan de accordeon. Het is gebaseerd op het principe van de doorslaande tong (in plaats van een opslaand of dichtslaand riet, zoals bij de rietinstrumenten).  Hoewel een trekzak en een kleine knopaccordeon en de concertina veel uiterlijke gelijkenis hebben, zijn het wezenlijk verschillende instrumenten.

## Lijst van Ierse accordeon- en trekzakspelers
- Brendan Begley
- Seamus Begley
- Paddy O'Brien
- Paul Brock
- Joe Burke
- Dermot Byrne
- Aidan Coffey
- Verena Commins
- Jackie Daly
- Joe Derrane
- Ailbe Grace
- Paul Furey
- James Keane
- Alan Kelly
- Tommy Maguire
- Josephine Marsh
- Mick McAuley
- Damian McKee
- Tony MacMahon
- Andrew Mac Manara
- Benny McCarthy
- Jim McGrath
- David Munnelly
- Dónal Murphy
- Seán Óg Graham
- Máirtín O'Connor
- Liam O'Connor
- Michael O'Raghallaigh
- Martin Quinn
- Sharon Shannon
- John Whelan

## Ierse concertinaspelers
- Elisabeth Crotty
- Gerard Commane
- Kitty Hayes
- Noel Hill
- Mary MacManara
- Vince Milne
- Tony O'Connell
- Michael O'Raghallaigh
- Niall Vallely